# Sealy (Texas)
Sealy é uma cidade localizada no estado norte-americano de Texas, no Condado de Austin.

## Demografia
Segundo o censo norte-americano de 2000, a sua população era de 5248 habitantes.
Em 2006, foi estimada uma população de 6150, um aumento de 902 (17.2%).

## Geografia
De acordo com o United States Census Bureau tem uma área de
17,9 km², dos quais 17,9 km² cobertos por terra e 0,0 km² cobertos por água. Sealy localiza-se a aproximadamente 61 m acima do nível do mar.

## Localidades na vizinhança
O diagrama seguinte representa as localidades num raio de 20 km ao redor de Sealy.